# Rogers Brubaker
Rogers Brubaker (n. 8 iunie 1956, Evanston, Illinois, SUA) este un profesor de sociologie la Universitatea din California, Los Angeles. A scris lucrări academice despre teoria socială, imigrație, cetățenie, naționalism, etnie, religie, sex, populism și hiperconectivitate digitală.